# RK Trimo Trebnje
Der RK Trimo Trebnje ist ein Handballverein aus Slowenien. Er spielt in der ersten slowenischen Handballliga.

## Geschichte
Der RK Trimo Trebnje wurde am 17. Juni 1983 gegründet. Anlass für die Vereinsgründung war die Errichtung einer neuen Halle in der Grundschule von Trebnje, wodurch der Verein die Möglichkeit der Sportausübung erhielt. Nachdem der Verein 1985 durch Great Loke, einer Fabrik, die Dichtungen herstellt, seinen ersten Sponsor erhielt, konnte er sich höhere Ziele stecken.
Nach der Saison 1994/95 konnte sich der RK Trimo Trebnje für die slowenische Handballliga qualifizieren. 1997 wurde die Gemeinde Trebnje Hauptsponsor des Handballvereins, weshalb der Vereinsname auf „RK Trebnje“ geändert wurde. Unmittelbar darauf folgte mit dem Erreichen des dritten Platzes in der heimischen Meisterschaft der erste Höhepunkt in der Vereinsgeschichte.
In der Saison 1998/99 durfte der RK Trimo Trebnje erstmals am Euro-City-Cup teilnehmen. Nach einem 60:36 Gesamterfolg über den niederländischen Verein Hirschmann V&L kam im Achtelfinale gegen die SG Flensburg-Handewitt mit 44:60 das Aus. 1999/00 konnte sich Trebnje neuerlich für den Euro-City-Cup qualifizieren. Nach dem 69:62 gegen IL Runar Sandefjord (Norwegen) kam im Viertelfinale mit 50:58 das Aus gegen RK Sintelon.
Im Jahr 2000 konnte mit der Firma Trimo d.d., einer internationalen tätigen Firma für Stahl- und Architekturbauten mit Sitz in Trebnje, ein Vertrag als neuer Hauptsponsor geschlossen werden. International konnte der RK Trimo Trebnje in der Saison 2000/01 erstmals am EHF-Pokal teilnehmen, musste jedoch gegen den TBV Lemgo mit einer Gesamtscore von 45:59 in der dritten Runde ausscheiden. 2002/03 nahm Trebnje neuerlich am EHF-Pokal teil und schied in Runde zwei mit 58:64 gegen ASKI Ankara (Türkei) aus. 2006/07 konnte Trebnje abermals am EHF-Pokal teilnehmen. Nach einem 63:58-Erfolg gegen die kroatische Mannschaft RK Perutnina Pipo IPC Čakovec kam im Achtelfinale gegen Paris Handball mit 50:57 das Aus. In der Saison 2007/08 nahm der RK Trimo Trebnje erstmals am Europapokal der Pokalsieger teil und musste in der zweiten Runde gegen PLER-Airport KC (Ungarn) mit dem Gesamtergebnis von 54:55 ausscheiden. In der Saison 2008/09 musste Trebnje im Europapokal der Pokalsieger ebenfalls in der zweiten Runde gegen RK Konjuh-namjestaj Zivinice (Belarus) mit 49:51 ausscheiden.
In der Saison 2009/10 trat der RK Trimo Trebnje wieder im EHF-Pokal an. In der dritten Runde wurde die rumänische Mannschaft UCM Sport Resita nach Hin- und Rückspiel mit 62:60 ausgeschaltet. Als nächster Gegner wartete der spanische Klub CAI BM. Aragon, dem man nach einem 35:26-Heimsieg noch im Rückspiel mit 23:34 unterlag und ausschied.
Nach mehreren Jahren im Mittelfeld der Liga konnte Trebnje sich durch einen dritten Platz in der Saison 2019/20 wieder für den Europapokal qualifizieren. Zur Saison 2020/21 übernahm der ehemalige Weltklasse-Spielmacher Uroš Zorman den Trainerposten. In der EHF European League 2020/21 scheiterte die Mannschaft erst in der Gruppenphase u. a. an den Rhein-Neckar Löwen. Mit den Vize-Meisterschaften 2021 und 2024 jeweils hinter RK Gorenje Velenje, aber vor Rekordmeister RK Celje, gelangen die größten Vereinserfolge.

## Spielerkader
Die Mannschaft der RK Trimo Trebnje besteht fast durchwegs aus Eigenbauspielern. Die Basis dafür wird in mehreren Jugendmannschaften gelegt, die dank ihrer intensiven Ausbildung mehrere nationale Erfolge erreichen konnte.
bekannteste ehemalige Spieler
- Klemen Cehte
- Klemen Ferlin
- Željko Musa
- Uroš Paladin
- Nikola Prce
- Rolando Pušnik
- Gorazd Škof
- Sebastian Skube
- Staš Skube
- Miha Zarabec
- Luka Žvižej

## Erfolge
- Slowenischer Vize-Meister 2020/21 und 2023/24
- Jeweils dritter Platz in der slowenischen Meisterschaft 1996/97, 1997/98, 1998/99, 2008/09 und 2019/20
- Jeweils dritter Platz im slowenischen Pokalwettbewerb 1999/00 und 2006/07